# Xiangxi
Xiangxi är en autonom prefektur för tujia- och miao-folken i västra Hunan-provinsen i Folkrepubliken Kina. Den ligger omkring 320 kilometer väster om provinshuvudstaden Changsha.
Nästan alla talare av det hårt trängda tujia-språket (cirka 70 000 talare) är bosatta i prefekturen.

## Administrativ indelning
Prefekturen är indelad i en stad på häradsnivå och sju härad:
- Staden Jishou
- Häradet Baojing
- Häradet Fenghuang
- Häradet Guzhang
- Häradet Huayuan
- Häradet Longshan
- Häradet Luxi
- Häradet Yongshun

## Klimat
Genomsnittlig årsnederbörd är 1 848 millimeter. Den regnigaste månaden är maj, med i genomsnitt 327 mm nederbörd, och den torraste är januari, med 41 mm nederbörd.